# Славко Перошевић
Славко Перошевић (Шавник, 10. јул 1968) црногорски је мајстор многих борилачких вјештина, књижевник и један од најпознатијих српских епских пјесника данашњице, као и српски активиста у Црној Гори. Добитник је више награда и признања. Осим епске, Перошевић је аутор и већег броја лирске, родољубиве, завичајне и љубавне поезије.

## Биографија

### Дјетињство
Славко Перошевић рођен је 10. јула 1968. године у Шавнику, од оца Благоја Перошевића из села Сировац (племе Ускоци) и мајке Ђурђе, рођене Лазаревић из села Годијељи (племе Дробњаци). Основну школу, као и два разреда средње школе завршио је у родном Шавнику. Средњу административну школу завршио је у тадашњем Титограду (Подгорици), као и двије године правног факултета.

### Спортска каријера
Током свог школовања у Подгорици, Перошевић развија свој афинитет према многим борилачким вјештинама: кик-бокс, тајландски бокс, џијуџицу, рвање, (те касније и ММА). Као вјешт спортиста стиче бројне симпатије, како у тадашњој Југославији, тако и у иностранству.
Године 1990. добија позив да своје борилачке вјештине настави тренирати у Луксембургу. Само пар година након тога прелази у Француску. Током боравка у Француској стиче звања:
- носилац црног појаса у кик-боксу, други дан, те
- носилац црног појаса у џијуџицу, четврти дан.

На бројним такмичењима остварује запажене резултате. Године 1998. осваја звање аматерског шампиона у кик-боксу за регије Алзас и Лорена. А затим и вицешампион Француске у истом спорту. Упоредо са спортском каријером, Перошевић ради на пословима обезбјеђења дискотека и ноћних клубова у неколико градова Француске. По повратку у родну Црну Гору као врхунски познавалац ММА (ултимат фајта) постаје први тренер тог спорта у Црној Гори.

### Поезија
Како сам за себе каже: пјесништвом се бави од ране младости. Љубав према лирској поезији стекао је као дијете, читајући пјесме Сергеја Јесењина и Вита Николића, а узори из епске поезије постали су му: Радован Бећировић Требјешки, Момир Војводић и Божо Ђурановић.
Тренутно, Перошевић је аутор преко 200 објављених епских и родољубивих пјесама, а многа актуелна збивања преточио је у епске стихове (напади на лик и дјело Његоша, десрбизација Црне Горе, те покушај демонизације СПЦ-а и отимање њене имовине у Црној Гори). Многи критичари га, послије Његоша и Радована Бећировића, сматрају трећим бардом српске епске поезије.
Неке од најљепших епским пјесама овог аутора су: Мојковац — Крвави Божић, Његош, Русија, Повлачење Српске војске, Црногорска племена и јунаци, Српске битке, Битка на Кошаре, Битка на Лијевче пољу, Комунистички злочини у Црној Гори, Последњи војник Краљевине Владо Шипчић, Патријарх Павле, Књаз Никола и Марко Миљанов и многе друге.
Његове десетерачке стихове уз струне гусала снимили су гуслари Миломир Миљанић, Славко Горановић, Светозар Зековић, Ранко Минић, Илија Палдрмић, Васо Ђондовић, Момир Авдаловић, Александар Таушан и Ђорђије Копривица.

### Занимљивости
Перошевића данас многи сматрају за једног од највећих живих епских пјесника. Међутим, занимљив детаљ за овог народног пјесника јесте да је већину награда одбио или вратио.
Како сам за себе каже:
Епско пјесништво је дар од Бога и може бити само у служби Бога и народа, никад у служби ни једног режима. На епској поезији је и велика одговорност, јер је она врховни судија дјелу свачијему и њен суд траје и оставља печат кроз вјекове. Ја сам по вокацији народни пјесник и гласноговорник, па једини суд мога дјела је оно што о њему каже народ. Веома сам срећан што је народ у мом раду препознао и нашао своју душу и највећа ми је награда то што ме многи називају бардом епске и народне поезије. То је за мене највећа част коју не бих мијењао ни за једну другу. Сматрам да би епски пјесници као чувари душе српског народа требало да имају посебно мјесто и статус, што на жалост није случај. Препуштени смо сами себи и бранимо српство о свом трошку и својој џебани. Нема нас на позорницама, не примамо награде, једина награда нам је народна захвалност и поштовање. Али, ко то од народа зна данас уопште, ко су њихови добитници, када су све награде обезвријеђене. Свој стваралачки рад сам посветио чувању српске културе и традиције, чувању успомена на пале хероје у свим ратовима, и борби за српски идентитет у Црној Гори.

### Приватно
Славко Перошевић има ћерке Милену и Ивану, настањене у Француској, као и сина Благоја који живи у Црној Гори. Перошевић је настањен у родном Шавнику, гдје се бави приватним предузетништвом.

## Дјела
- Збирка пјесама: „Непокорна земља”
- Збирка пјесама: „Епске пјесме — Трагом струна кроз огањ плотуна” 2017.
  - „Његош”
  - „Русија”
  - „Донски козаци”
  - „Црногорска племена и јунаци”
  - „Српске битке”
  - „Повлачење српске војске 1915—1916”
  - „Мојковац — крвави Божић”
  - „Новаку Ђоковићу”
  - „Црна Гора — Српска Спарта”
  - „Ко ће те сјутра Србијо бранит”
  - „Епска одбрана Његоша и Црне Горе”
- Збирка пјесама: „Не дамо светиње” 2020.
  - „Куда идеш Црна Горо” (април 2017)
  - „Битка на Кошарама” (новембар 2017)
  - „Оливеру Ивановићу” (јануар 2018)
  - „Писмо црногорском официру присутном на прослави Олује” (август 2018)
  - „Немања Матић” (новембар 2018)
  - „Распопу Мирашу Дедејићу” (март 2019)
  - „Одбрана цркве у Дробњаке” (април 2019)
  - „Еј да можеш устати Владико” (јуни 2019)
  - „Посљедњи поздрав Момиру Булатовићу” (јули 2019)
  - „Мајор Тепић” (септембар 2019)
  - „Писмо српском предсједнику” (септембар 2019)
  - „Ко то каже да нијесмо Срби” (октобар 2019)
  - „Писмо Питеру Хандкеу” (октобар 2019)
  - „Патријарх Павле” (новембар 2019)
  - „Полицајцу Милутину Лековићу” (децембар 2019)
  - „Христовом војнику Милоју Шћепановићу” (децембар 2019)
  - „Нико више не см'е да вас бије” (јул 2020)
- Збирка пјесама: „Небеска литургија” 2022.